# Radiogalàxia

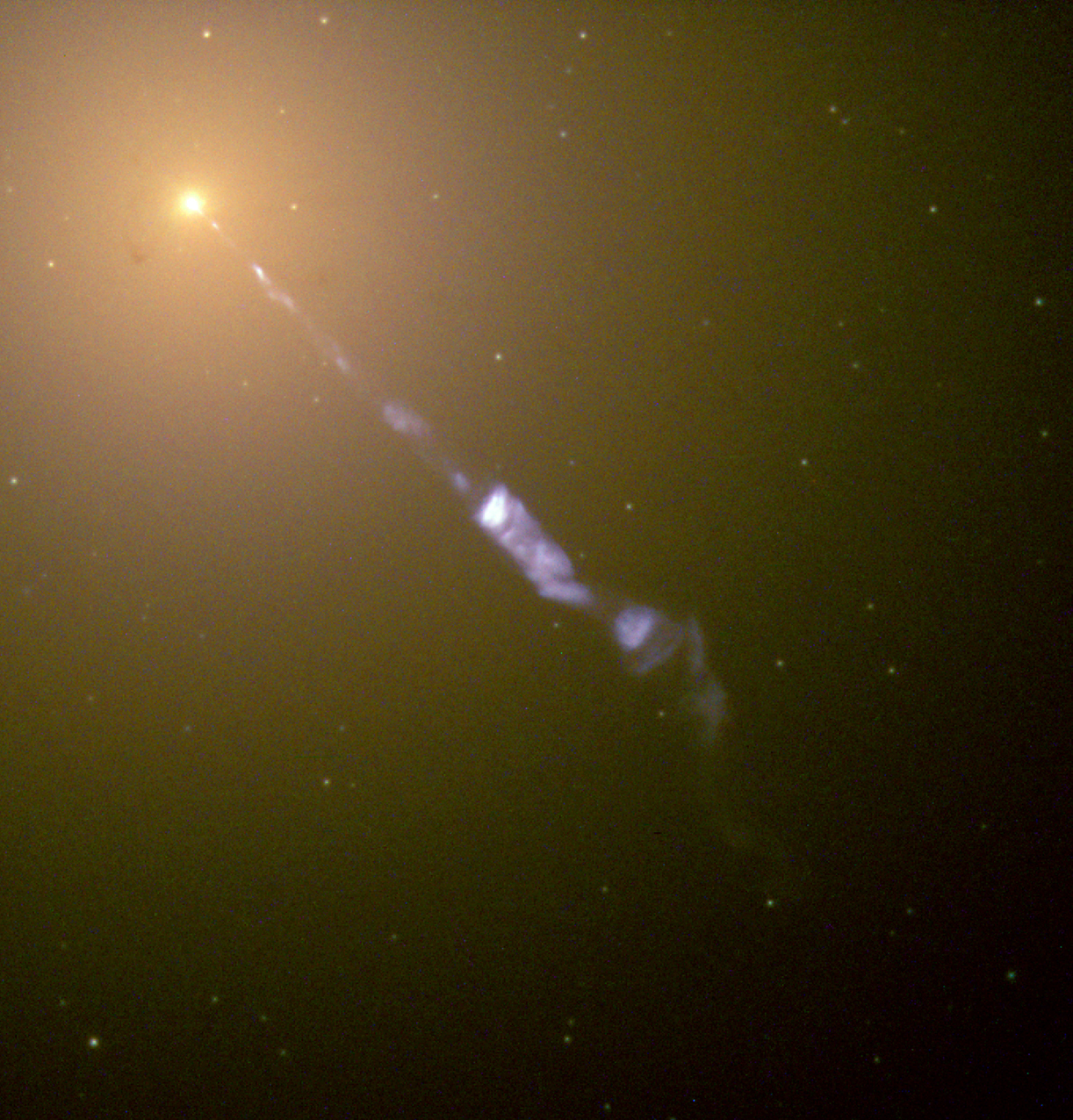
Doll de 5000 anys llum de longitud, sent expulsat de la radiogalàxia M87 (bola groga a dalt a l'esquerra). Els electrons són expulsats a una velocitat propera a la de la llum.

Una radiogalàxia és un objecte que emet de forma important ones radioelèctriques. Les radiogalàxies i els seus parents, quàsars ràdio-intensos i blàzars, són tipus de galàxia activa que són molt lluminoses en freqüències de ràdio (de fins a 1038 W entre 10 MHz i 100 GHz). L'emissió de ràdio és deguda a la radiació de sincrotró. L'estructura observada en l'emissió de ràdio és determinada per la interacció entre els dolls de matèria simètrics i un medi extern, modificat pels efectes del Beaming relativista. Les galàxies actives ràdio-intenses són interessants no solament per si mateixes, sinó també perquè poden ser detectades a grans distàncies, convertint-les en eines valuoses per a la cosmologia observacional. Recentment, s'ha utilitzat els efectes d'aquests objectes en el medi interestel·lar, particularment en agrupacions galàctiques.

## Processos d'emissió
L'emissió de ràdio de les radiogalàxies ràdio-intenses és una emissió de sincrotró, com es va deduir de la seva naturalesa multifreqüència i polarització forta. Això implica que el plasma conté, almenys, electrons amb velocitats relativistes (amb factors de Lorentz de 104) i camps magnètics. Com el plasma ha de ser neutre, també pot contenir protons o positrons. No hi ha una forma de determinar el contingut de partícules de l'observació directa de la radiació sincrotró. A més, no hi ha forma de determinar les densitats d'energia en partícules i camps magnètics a partir de la seva observació: és a dir, la mateixa emissió de sincrotró pot ser el resultat de pocs electrons i un camp fort, o un camp feble i molts electrons o un estat intermedi. És possible determinar una condició d'energia mínima que és la densitat d'energia mínima que una zona amb una emissió donada pot tenir, però durant molts anys no va haver-hi cap raó concreta per a creure que les energies veritables estiguessin poc o molt a la vora de les energies mínimes.
Un procés similar a la radiació sincrotró és l'efecte Compton invers, en el qual electrons relativistes interaccionen amb fotons de l'ambient i es produeix una dispersió de Thomson a altes energies. L'efecte Compton invers de les fonts ràdio-intenses ha resultat ser particularment important en raigs X i, pel fet que depèn només de la densitat d'electrons (i de la densitat de fotons quan és coneguda), una detecció de l'efecte Compton invers permet una estimació de les densitats d'energia en partícules i camps magnètics. S'ha utilitzat per a sostenir que la majoria de les fonts estan realment bastant a prop de la seva condició d'energia mínima.
La radiació de sincrotró no està confinada a longituds d'ona de ràdio: si una font de ràdio pot accelerar partícules a energies molt altes, també poden ser vista en infrarojos, llum, ultraviolades o fins i tot raigs X, encara que en l'últim cas, els electrons han de tenir energies superiors a 1 TeV. De nou, la polarització i l'espectre continu són utilitzats per a distingir la radiació de sincrotró d'altres processos d'emissió. Els dolls de matèria i els punts calents són les fonts habituals de radiació sincrotró d'alta freqüència. És difícil distingir per observació entre la radiació sincrotró i la radiació de Compton inversa, i hi ha un desacord actualment sobre que processos es veuen en alguns objectes, particularment en els raigs X.
Els processos que produeixen la població de partícules no tèrmiques relativistes que apareixen en la radiació sincrotró i Compton inversa són conegudes de forma col·lectiva com acceleració de partícules. L'acceleració de Fermi és un procés d'acceleració de partícules plausible en les radiogalàxies ràdio-intenses.

## Radioestructures

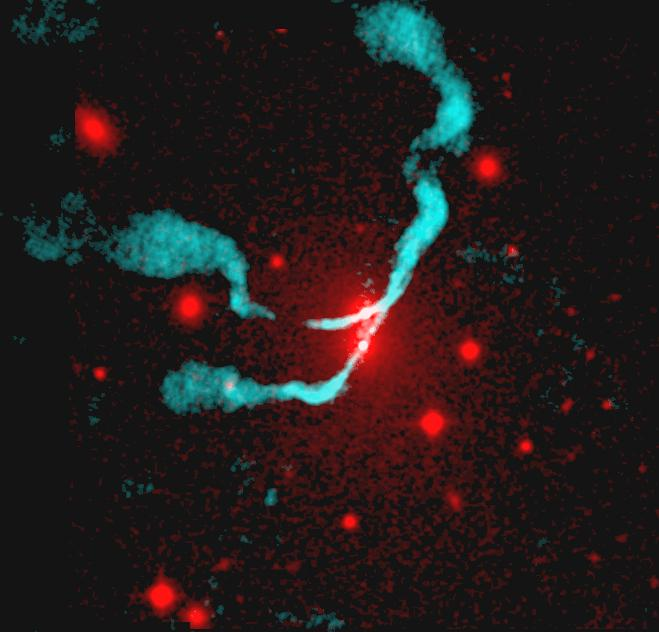
Radiogalàxia 3C 75 en longitud d'ona visible i radiofreqüència.

Les radiogalàxies i, en grau més baix, els quàsars ràdio-intensos, mostren una àmplia gamma d'estructures en els mapes de ràdio. L'estructura a gran escala més comuna són els denominats lòbuls: són estructures dobles, aproximadament el·lipsoidals i de vegades simètriques situades en cada costat del nucli actiu. Una significant minoria de fonts de lluminositat baixa mostren estructures conegudes com a columnes, que són més allargades. Algunes radiogalàxies mostren un o dos trets allargats coneguts com a dolls, un dels més coneguts es troba en la galàxia el·líptica M87 del Cúmul de la Verge, que surten directament del nucli cap als lòbuls. Des dels anys 1970, el model més acceptat és que els lòbuls o columnes estan alimentades per feixos de partícules d'alta energia i el camp magnètic que apareix prop del nucli actiu. Es creu que els dolls són les manifestacions visibles de tals feixos i, sovint, s'utilitza el terme doll o jet tant per al tret visible com per al flux subjacent.
Les fonts de ràdio van ser dividides per Fanaroff i Riley en dues classes, conegudes com a classe I de Fanaroff i Riley (FRI) i classe II (FRII).). La distinció es va fer originalment basant-se en la morfologia de l'emissió de ràdio a gran escala, determinat el tipus per la distància entre els punts més brillants en l'emissió de ràdio: Les fonts FRI eren més brillants cap al centre, mentre que les fonts FRII eren més brillants en les vores. Fanaroff i Riley van observar que havia un límit clar de lluminositat entre les dues classes: les FRI eren de lluminositat baixa i les FRII de lluminositat alta. Amb l'augment de les observacions detallades, la morfologia va resultar reflectir el mètode de transport d'energia de la font de ràdio. Els objectes FRI tenen dolls brillants en el centre, mentre que els objectes FRII tenien dolls tènues però punts calents brillants en els extrems dels lòbuls. La classe FRII semblava ser capaç de transportar l'energia de forma eficient als extrems dels lòbuls, mentre que els feixos de les FRI eren ineficaces en el sentit que radiaven grans quantitats d'energia cap a fora en el seu viatge.
En major detall, la divisió FRI/FRII depèn d'entorn de la galàxia amfitriona en el sentit que la transició FRI/FRII apareix en lluminositats més altes en galàxies més massives. Els dolls de les FRI són coneguts per desaccelerar en les regions en què la seva emissió de ràdio és més brillant i així sembla que la transició FRI/FRII reflecteix si un doll o feix pot propagar-se a través de la galàxia amfitriona sense desaccelerar a velocitats subrelativistes per la interacció amb el medi intergalàctic. De l'anàlisi dels efectes del beaming relativista, els dolls de les fonts FRII són coneguts per romandre a velocitats relativistes (almenys 0,5 c) en els extrems dels lòbuls. Els punts calents que s'observen en les fonts FRII són interpretades com a manifestacions visibles de xocs formats quan el doll acaba de forma abrupta al final de la font i les seves distribucions espectrals d'energia són consistents amb aquesta idea. Sovint es veu múltiples punts calents, reflectint o el flux continu després del xoc o el moviment del doll en el punt de terminació. Les regions de punts calents es denominen a vegades com a complexos de punts calents.
Els noms que reben diversos tipus en particular de fonts de ràdio, basats en la seva radioestructura són: 
- Doble clàssica, una font FRII amb punts calents clars.

- Cua d'angle ampli, una font intermèdia entre els estàndards FRI i FRII, amb dolls eficients i algunes vegades, punts calents, però amb columnes en lloc de lòbuls, trobats prop dels centres d'agrupacions galàctiques.

- Cua d'angle estret, descriu una FRI que sembla corbada per la pressió dinàmica en el seu moviment a través d'un cúmul.

- Dobles grosses, són fonts amb lòbuls difusos però sense dolls ni punts calents. Alguns d'aquests tipus poden ser vestigis el subministrament dels quals d'energia han estat tallats de forma temporal o permanent.

## Cicle de vida i dinàmica

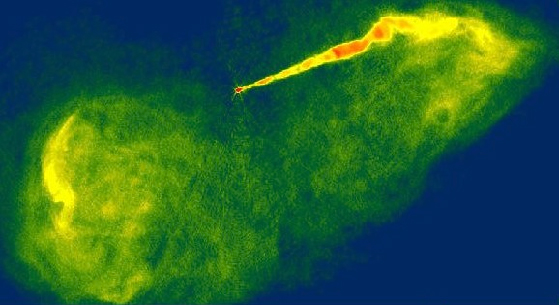
Jet de la galàxia el·líptica M87.

Les radiogalàxies més grans tenen lòbuls o columnes d'escales de megaparsec, la qual cosa implica una escala de temps per al seu creixement de l'ordre de desenes a centenars de milions d'anys. Això significa que, excepte en casos de fonts molt petites i molt joves, no es pot observar directament la dinàmica de les fonts de ràdio i s'ha de recórrer a la teoria i interferències amb una quantitat gran d'objectes. De forma evident, les fonts de ràdio han de començar amb una grandària petita i créixer. En el cas de fonts amb lòbuls, la dinàmica és bastant senzilla i va ser perfilada per P.A.G. Scheuer: els dolls alimenten als lòbuls, la pressió dels lòbuls incrementen i el lòbul s'expandeix. La velocitat d'expansió depèn de la densitat i pressió del medi extern. La fase de major pressió del medi extern i, per tant, la fase més important des del punt de vista dinàmic, és la de gas calent difús emetent raigs X.
Durant molt temps es va assumir que les fonts es podrien expandir de forma supersònica (la velocitat del so no pot superar c/√3, empenyent un xoc d'ones a través del medi extern. No obstant això, l'observació de raigs X mostren que les pressions internes dels lòbuls de les fonts FRII solen ser properes a les pressions tèrmiques externes i no gaire major que les pressions externes, que serien necessàries per a una expansió supersònica. L'únic sistema d'expansió supersònica conegut consisteix en els lòbuls interns de la radiogalàxia de baixa intensitat Centaurus A, que probablement és el resultat d'un esclat relativament recent del nucli actiu.

## Galàxies amfitriones i entorns
Les radiogalàxies es troben de manera gairebé universal allotjant-se en galàxies el·líptiques. Algunes galàxies Seyfert mostren petits dolls febles, però sense la suficient lluminositat per a ser classificats com ràdio-intensos. Amb la informació disponible sobre les galàxies amfitriones de quàsars ràdio-intensos i blàzars, se suggereix que també s'allotgen en galàxies el·líptiques.
Hi ha diverses possibles raons per a aquesta preferència a les galàxies el·líptiques. Les galàxies el·líptiques contenen generalment la majoria dels forats negres massius i, per tant, són capaços d'abastir a la majoria de les galàxies actives lluminoses (vegeu lluminositat d'Eddington). Una altra raó és que en les galàxies el·líptiques existeixen entorns rics, proporcionant medi intergalàctic en grans quantitats per a confinar la font de ràdio. També pot ser que les grans quantitats de gas fred en les galàxies espirals d'alguna manera interrompin o eliminin la formació d'un doll. Fins a la data no hi ha una única explicació convincent per a les observacions.

## Models unificats
Els diferents tipus de galàxies actives ràdio-intenses són enllaçades per models unificats. L'observació clau que va conduir a l'adopció de models unificats per a les radiogalàxies i els quàsars ràdio-intensos va anar que tots els quàsars semblen llançar emissions cap a la Terra, mostrant moviment superlumínic en els nuclis i els dolls brillants en el costat de la font més pròxima a la Terra.> Si aquest és el cas, ha d'haver una població d'objectes que no emetin cap a la Terra i, com els lòbuls no estan afectats per l'emissió, haurien d'aparèixer com radiogalàxies, proporcionant que el nucli del quàsar estigui enfosquit quan la font es vegi des d'un costat. S'ha acceptat que almenys les radiogalàxies de major intensitat tenen quàsars ocults, encara que no és clar si totes les radiogalàxies d'aquest tipus serien quàsars si es poguessin veure des de l'angle correcte. De manera similar, les radiogalàxies d'intensitat baixa són una població d'objectes BL Lacertae.

## Ús de les radiogalàxies